# Maryna Hladun
Maryna Hladun (en ucraniano: Марина Гладун; nacida Maryna Samodai, 18 de septiembre de 1992) es una deportista ucraniana que compite en voleibol, en la modalidad de playa. Ganó una medalla de oro en el Campeonato Europeo de Vóley Playa de 2025, en el torneo femenino.

## Palmarés internacional
| Campeonato Europeo | Campeonato Europeo    | Campeonato Europeo | Campeonato Europeo |
| Año                | Lugar                 | Medalla            | Pareja             |
| ------------------ | --------------------- | ------------------ | ------------------ |
| 2025               | Düsseldorf (Alemania) | Medalla de oro     | Tetiana Lazarenko  |